# 朱賡颺
朱赓飏（1848年—1879年），字小酉，号景庵、景安、景鱄，江苏松江府华亭县（今屬上海市）人。清朝翰林。朱赓飏性孝悌，笃志于学，工文辞，善楷书。

## 生平
朱赓飏以拔贡进京，任吏部小京官。光绪二年（1876年），朱赓飏以身份参加顺天乡试，中式举人。光绪三年（1877年）丁丑科殿试，朱赓飏高中王仁堪榜一甲第三名（探花），授翰林院编修。不到两年，未及散馆即病卒。

## 外部連結
- 朱赓飏 （页面存档备份，存于） 北京市東城區圖書館